# Radiomessaggio rivolto ai governanti ed ai popoli nell'imminente pericolo della guerra
Il Radiomessaggio rivolto ai governanti ed ai popoli nell'imminente pericolo della guerra fu pronunciato  dai microfoni della Radio Vaticana da Papa Pio XII la sera di giovedì 24 agosto 1939, immediatamente dopo la firma del patto di non aggressione stipulato tra Germania nazista e Unione Sovietica – più noto come Patto Molotov-Ribbentrop  – concernente, in realtà, un piano di spartizione della Polonia. Il Papa tentò vanamente di scongiurarne l’attuazione, che avrebbe sicuramente condotto a una nuova guerra mondiale, come infatti avvenne.

## Situazione internazionale

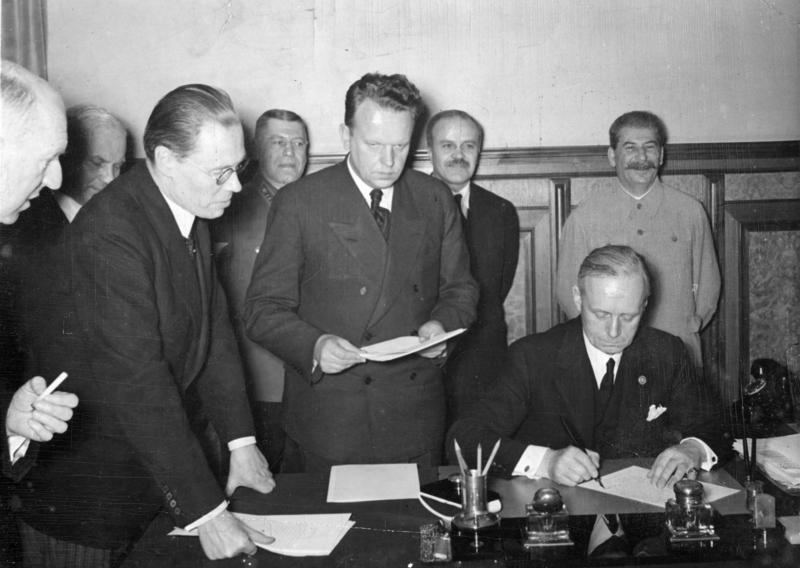
Il ministro degli esteri tedesco Joachim von Ribbentrop firma il patto Molotov-Ribbentrop; alle sue spalle il leader sovietico Iosif Stalin

Adolf Hitler aveva già deciso l'invasione della Polonia immediatamente dopo il rifiuto del governo polacco, comunicato il 26 marzo 1939, di cedere alla Germania un territorio che avrebbe permesso a quest’ultima di collegarsi alla Città Libera di Danzica e di annetterla ma avrebbe anche privato la Polonia del suo sbocco al mare. Ciò che lo preoccupava, però, era la possibile reazione dell'Unione Sovietica.
Intrattenne, allora, con Stalin, le trattative che si conclusero con il patto Molotov-Ribbentrop, il 23 agosto 1939. Un protocollo segreto dell'accordo prevedeva la divisione dell'Europa orientale in due sfere d'influenza, dando modo a Hitler di lanciare l'offensiva lasciando mano libera all'URSS sulle repubbliche baltiche, in Finlandia e sulla Polonia orientale.
Il Papa, a conoscenza delle clausole del protocollo segreto, sapeva anche che, in caso di sua attuazione, Francia e Regno Unito, alleati della Polonia, avrebbero dichiarato guerra alla Germania, dando inizio alla seconda guerra mondiale.

## Sintesi del messaggio

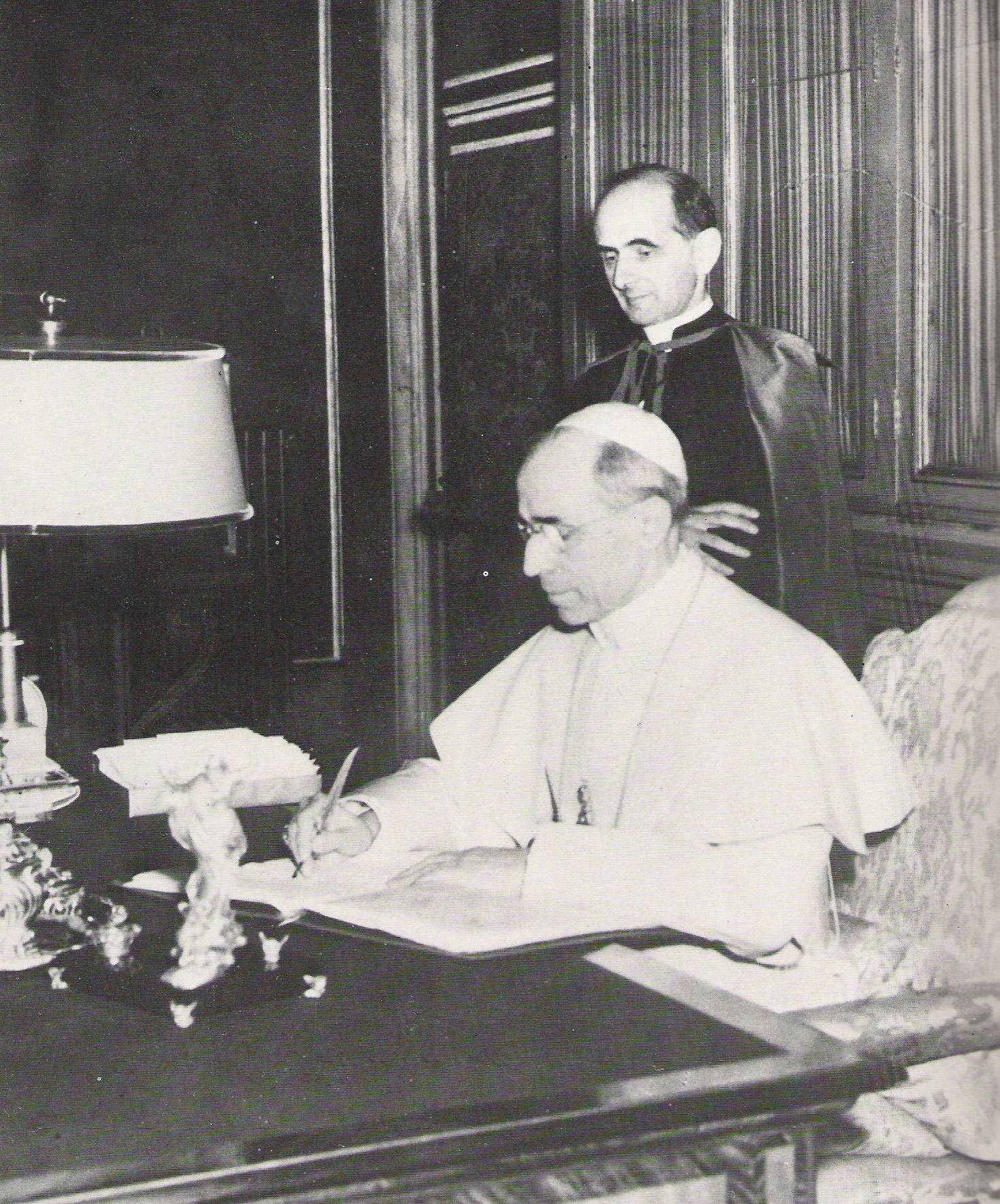
Mons. Montini al fianco di papa Pio XII

Il radiomessaggio, pur essendo rubricato come rivolto “ai governanti e ai popoli” è, in realtà, indirizzato “A tutto il mondo”.
Il Papa, usando il pluralis maiestatis premette che il suo “cuore” e la sua “Autorità spirituale” che viene da Dio, non può e non deve “disinteressarsi… per condurre gli animi sulle vie della giustizia e della pace”. Fa riferimento a Gesù “nel quale milioni e milioni di anime ripongono la loro fiducia” e si rivolge genericamente ai “condottieri di popoli, uomini della politica e delle armi, scrittori, oratori della radio e della tribuna” e quanti altri hanno autorità sul pensiero e l’azione e responsabilità sulla sorte degli uomini.
Pio XII, quindi, sottolinea l’immediato pericolo di guerra del momento presente: “più assillanti si fanno i timori di un sanguinoso conflitto internazionale … oggi che la tensione degli spiriti sembra giunta a tal segno da far giudicare imminente lo scatenarsi del tremendo turbine della guerra” e si appella, stavolta, ai “Governanti e a i popoli: a quelli, perché, deposte le accuse, le minacce, le cause della reciproca diffidenza, tentino di risolvere le attuali divergenze coll'unico mezzo a ciò adatto, cioè con comuni e leali intese: a questi, perché, nella calma e nella serenità, senza incomposte agitazioni, incoraggino i tentativi pacifici di chi li governa”.

Dopo aver asserito che la Giustizia si fa strada “con la forza della ragione, non con quella delle armi” il Papa pronuncia la frase caratterizzante del suo discorso, suggerita – secondo la comune opinione –  dall'allora sostituto Segretario di Stato, Giovanni Battista Montini, futuro Papa Paolo VI: 
La frase prosegue con l’esortazione alla ripresa dei negoziati tra le parti: “Ritornino gli uomini a comprendersi. Riprendano a trattare. Trattando con buona volontà e con rispetto dei reciproci diritti si accorgeranno che ai sinceri e fattivi negoziati non è mai precluso un onorevole successo”.
Nel far nuovamente riferimento a Gesù “la cui forza vincitrice del mondo fu la mansuetudine nella vita e nella morte”, il Papa rappresenta ai destinatari del messaggio di essersi fatto portavoce di “tutti i retti di cuore; tutti quelli che hanno fame e sete di Giustizia, tutti quelli che soffrono già, per i mali della vita, ogni dolore … il cuore delle madri … i padri, che dovrebbero abbandonare le loro famiglie; gli umili, che lavorano e non sanno; gli innocenti, su cui pesa la tremenda minaccia; i giovani”.
Infine, chiede a tutti di “volgere lo sguardo in Alto ed a chiedere con fervide preci al Signore che la sua grazia discenda abbondante … (sul) mondo sconvolto, plachi le ire, riconcilii gli animi e faccia risplendere l’alba di un più sereno avvenire”.

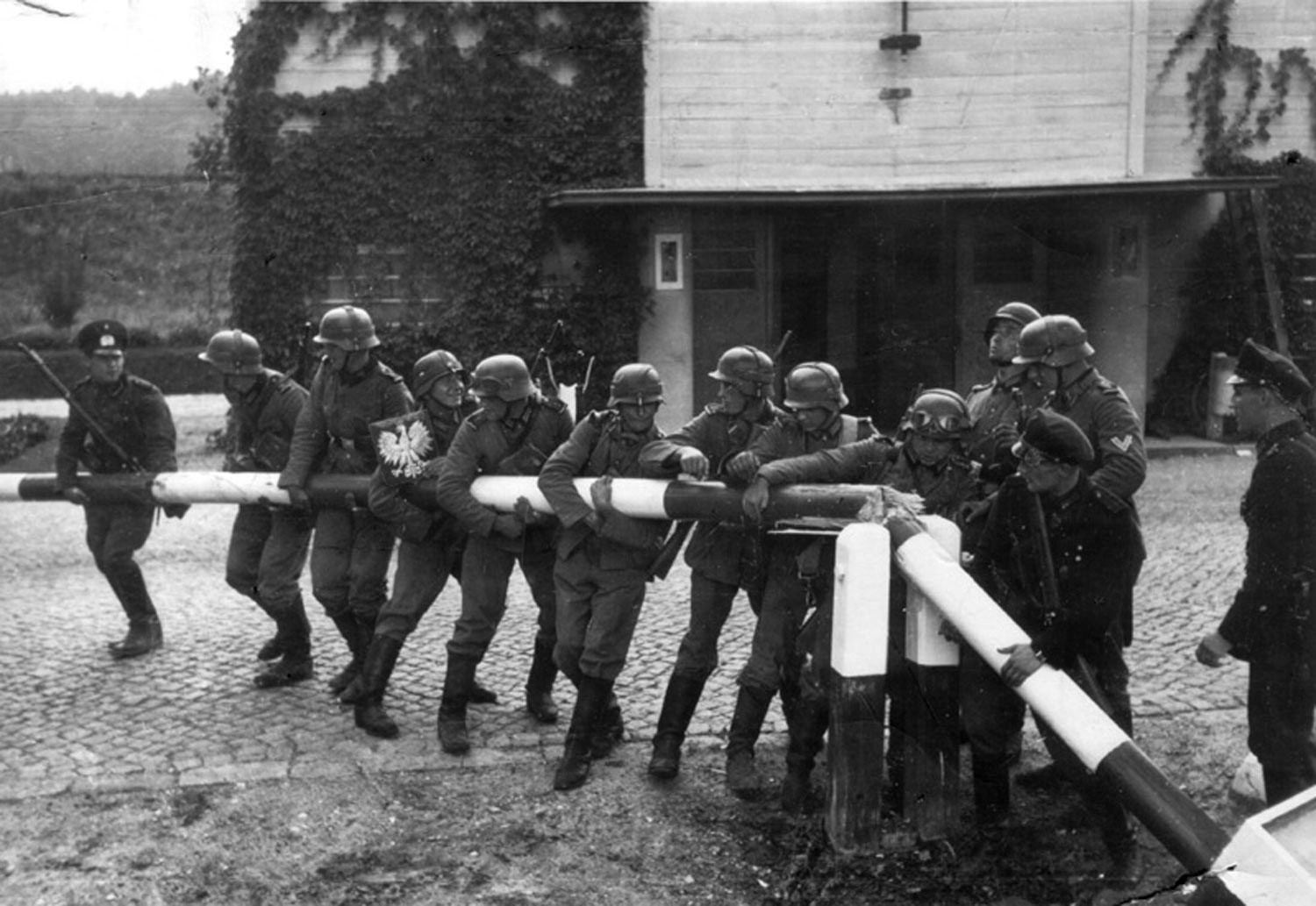
1º settembre 1939, soldati tedeschi rimuovono la barriera del confine tedesco-polacco

Il radiomessaggio si conclude con l’imposizione della benedizione papale.

## Conseguenze del radiomessaggio
Il messaggio del Papa non ebbe alcun esito positivo. Pio XII propose anche a Germania e Polonia di soprassedere per quindici giorni alle misure militari per riunire una conferenza internazionale di pace. Tuttavia anche tale iniziativa fu inutile.
Il 1º settembre 1939, alle 04:45 del mattino, le truppe tedesche attraversavano la frontiera polacca.
Due giorni dopo Francia e Regno Unito dichiararono guerra alla Germania, dando inizio alla seconda guerra mondiale.